# Вощилиха (заказник)
Вощи́лиха — ландшафтний заказник місцевого значення в Україні. Розташований у межах Роменського району Сумської області, на південний схід від села Вощилиха. 

## Опис
Площа 74,3 га. Як об'єкт ПЗФ створений 29.11.2005 року. Перебуває у віданні: Басівська сільська рада, Роменський агролісгосп (кв. 95, вид. 2-3, 22, 28-30, 36, 38). 
Статус присвоєно для збереження ділянки заплави річки Сула, де представлена водна, болотна, лучна та лісова рослинність. 

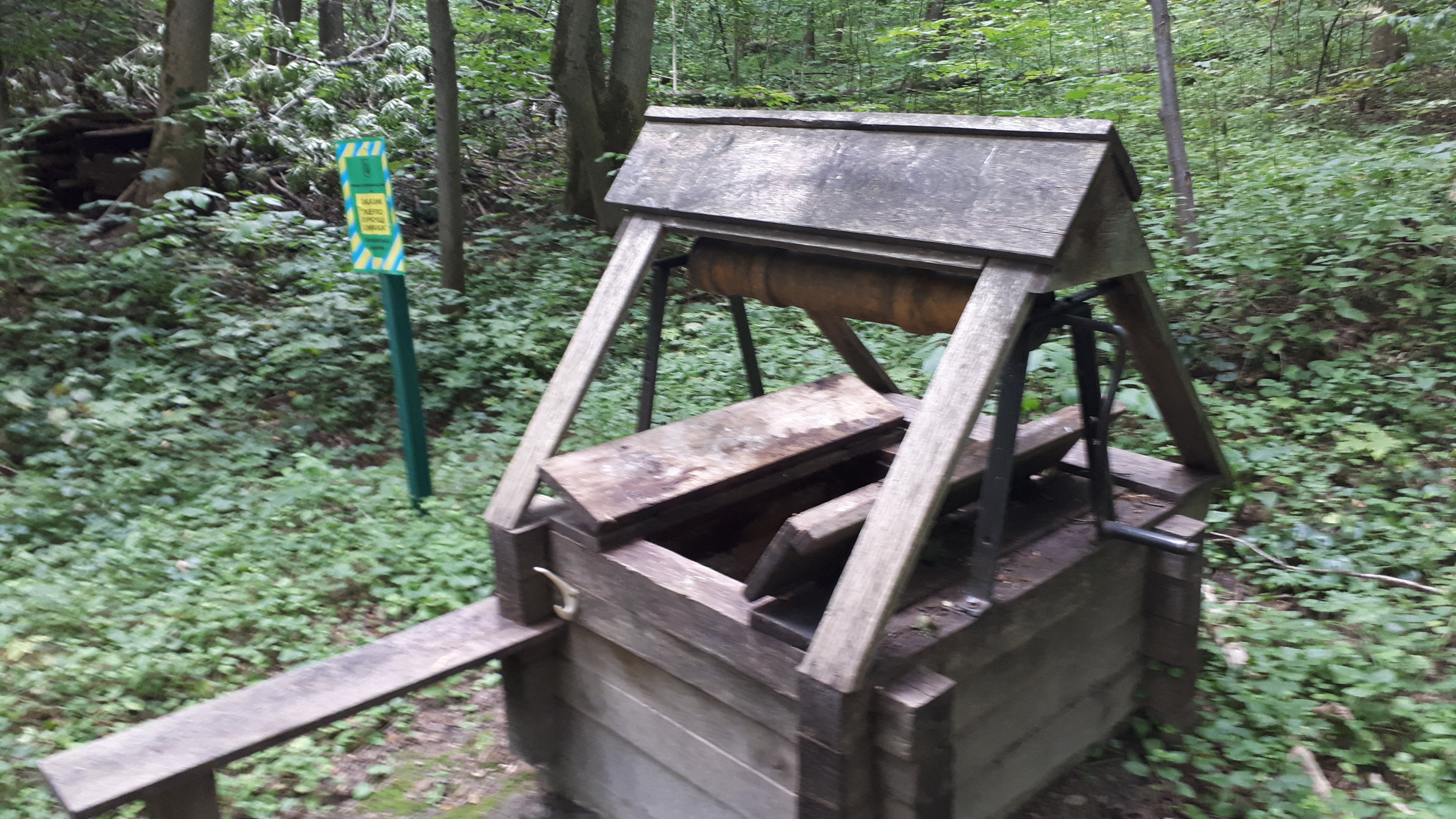
Криниця в урочищі Цемкалка

Є місцем зростання рідкісних рослин, занесених до Червоної книги України (пальчатокорінник м'ясочервоний, зозулинець болотний), обласного Червоного списку (алтея лікарська, цикута отруйна, калган, осоки повстиста та дерниста), Бернської конвенції (маточник болотний), а також угруповань Зеленої книги (формації латаття білого та глечиків жовтих). 
Фауна представлена такими раритетними видами, занесеними до Червоної книги України (горностай, дозорець-імператор, ванесса чорно-руда), до Європейського червоного списку (журавель сірий, деркач), обласного червоного списку (черепаха болотяна, чапля сіра, бугай, бугайчик, лебідь-шипун та ін.).